# Lumbees
Les Lumbees sont un groupe ethnique du sud-est de la Caroline du Nord. Ils sont aujourd'hui plus de 50 000. Ils se considèrent comme une tribu, même si certains considèrent qu'ils mêlent des origines amérindiennes, noires et blanches. Ils sont similaires en cela à des groupes tels que les Melungeons des Appalaches ou les Redbones du sud-est et Louisiane. Une tradition locale raconte que la tribu compte des descendants de la Colonie Perdue de Roanoke qui s'allia avec les Amérindiens locaux, mais c'est peu crédible.
Pendant la Guerre civile, Henry Berry Lowrie mena une troupe de hors la loi qui commit nombre de vols et de meurtres. Il devint un héros du folklore dont l'histoire est racontée dans une pièce intitulée Strike at the Wind.
Les Lumbees ne sont pas reconnus en tant que tribu par le gouvernement fédéral, même s'ils sont reconnus au niveau de l'État.
Le 18 janvier 1958, un groupe de Lumbees armés expulsa environ 5 000 membres et sympathisants du Ku Klux Klan menés par Catfish Cole de la ville de Maxton (Bataille de Hayes Pond).
Les 56 000 membres de la tribu résident principalement dans les comtés de Robeson, Hoke et Scotland. Les Lumbees sont la tribu la plus importante de Caroline du Nord, la plus importante à l'est du Mississippi et la neuvième plus importante du pays. Ils tiennent leur nom de la rivière Lumber (ou Lumbee) qui serpente à travers le comté de Robeson. Pembroke est le centre économique, culturel et politique de la tribu.
Les théories actuelles affirment que les ancêtres des Lumbees étaient soit les Tuscarora soit les Cheraw et des Amérindiens apparentés de langue sioux, qui vivaient depuis les années 1700 dans ce qui est devenu le comté de Robeson. Pourtant, ces théories n'ont pas été démontrées. Dans des documents datant d'avant la guerre civile, les ancêtres des Lumbees sont identifiés comme blancs, noirs, mulâtres ou de couleur. Dans le comté de Robeson, ils n'ont jamais été identifiés en tant qu'Amérindiens avant la fin de la guerre civile.
Le peuple lumbee fut reconnu par l'État de Caroline du Nord en 1885, et mis en place un système éducatif distinct pour les membres de la tribu. En 1887, l'état créa la Croatan Normal Indian School, devenue depuis University of North Carolina at Pembroke. En 1956, le Congrès reconnut les Lumbees en tant qu'Indiens, mais leur refusa les avantages sociaux accordés aux tribus indiennes. Une reconnaissance totale est actuellement recherchée.

## Origines
Le document le plus ancien évoquant les communautés indiennes dans la région de Drowning Creek (aujourd'hui appelée rivière Lumber) est une carte dessinée par John Herbert, le commissaire chargé du commerce avec les Indiens à l'usine Wineau sur la rivière Black, en 1725. Herbert identifia les quatre communautés de langue sioux comme les Saraws, les Pedee, les Scavanos et les Wacomas.
En 1754, un établissement de 50 familles fut observé à Drowning Creek, sans que le document précise leur origine. Celui-ci affirme cependant qu'il n'y avait pas d'Indiens dans le comté.
En 1771, un criminel nommé Winsler Driggers fut capturé « près de Drowning Creek, dans l'établissement Charraw » (South Carolina Gazette, 3 octobre 1771). Pour les partisans de l'hypothèse Cheraw, cette référence confirme que l'établissement de Drowning Creek en 1754 était un établissement cheraw. Toutefois, la plupart des historiens spécialistes de la région à cette époque pensent que cette interprétation est incorrecte. La mention « Charraw » désignerait plutôt un lieu qu'une tribu.